# Kushibiki
Kushibiki (櫛引町, Kushibiki-machi) était un bourg du district d'Higashitagawa, situé dans la préfecture de Yamagata, dans le Nord de l'île de Honshū, au Japon.

## Géographie

### Démographie
En 2003, la population de Kushibiki s'élevait à 8 213 habitants, répartis sur une superficie de 80,18 km2 (densité de population de 102 hab./km2).

## Histoire
Kushibiki a été intégré, le 1er octobre 2005, à la ville de Tsuruoka.